# Elena Suciu-Băcăoanu
Elena Suciu-Băcăoanu (n. 16 decembrie 1936, Iclod, România – d. 25 februarie 2012, București, România) a fost o parașutistă din România.
A intrat în aviație în 1953. A practicat planorismul la Dudești-Cioplea primind brevetul A pe ICAR. I-a avut instructori pe Mircea Finescu și pe Ion Șoflete. La 17 ani s-a înscris la parașutism.
A sărit cu parașuta de 1560 de ori. A făcut antrenamente la Nisipurile de Aur în Bulgaria și a făcut salturi spectaculoase pe apa lacului Herăstrău și la Marea Neagră.

## Premii
- Meritul sportiv cl. I (1968);[5]
- Meritul sportiv cl. I (2006);
- Medalia de aur la Campioanatul Mondial de Parașutism, Bratislava (1958) - 2500 m cădere liberă;
- Medalia de aur la Campionatul Balcanic (1961);
- Premiul I la Campionatul Național - 16 titluri;
- Premiul II la Campionatul Național - 12 titluri;
- Premiul III la Campionatul Național - 8 titluri;
- Medalia de Merit a Federației Aeronautice Internaționale;[6]
- Maestru Emerit al Sportului.

## Recorduri
A bătut următoarele recorduri:
- record mondial individual - grup de patru - aterizare la punct fix de la 1000 metri - 1961;[7]
- record mondial de grup - trei parașutiste cu aterizare la punct fix - 1961;
- record mondial - grup de patru cu aterizare la punct fix - 1964.

## Viața personală
S-a căsătorit în 1958 cu parașutistul Ștefan Băcăoanu, un sportiv câștigător a mai multor titluri de campion național, alături de care a avut un fiu, Georgică Ionel Băcăoanu.